# 狭叶附地菜
狭叶附地菜（学名：[Trigonotis compressa] 错误：{{Lang}}：文本有斜体标记（帮助））是紫草科附地菜属的植物，为中国的特有植物。分布在中国大陆的四川等地，生长于海拔1,100米至2,000米的地区，一般生于山地灌丛、林下或路旁，目前尚未由人工引种栽培。